# NGC 4825
NGC 4825 је елиптична галаксија у сазвежђу Девица која се налази на NGC листи објеката дубоког неба.
Деклинација објекта је - 13° 39' 52" а ректасцензија 12h 57m 12,2s. Привидна величина (магнитуда) објекта NGC 4825 износи 11,9 а фотографска магнитуда 12,9. NGC 4825 је још познат и под ознакама MCG -2-33-70, PGC 44261.